# Mapperton (East Dorset)
Mapperton – przysiółek w Anglii, w Dorset. W latach 1870–1872 osada liczyła 76 mieszkańców. Mapperton jest wspomniana w Domesday Book (1086) jako Mapledretone.